# Un aller simple (film, 1971)
Pour les articles homonymes, voir Un aller simple et Un aller simple (film, 2001).
Pour plus de détails, voir Fiche technique et Distribution.
Un aller simple est un film policier français réalisé par José Giovanni sorti en 1971, adaptation du roman du même nom (titre original : The Chair for Martin Rome) de Henry Edward Helseth.

## Synopsis
À la suite du meurtre d'un policier lors d'une attaque de banque ratée, un truand entame une cavale à travers la Belgique pour échapper à la police, rétablir la vérité sur un crime passé qu'il n'a pas commis et protéger son amie des manœuvres d'un avocat véreux.

## Fiche technique
- Titre : Un aller simple
- Réalisation : José Giovanni
- Assistant réalisateur : Alain Corneau
- Musique : François de Roubaix. La chanson du film est interprétée par Gilles Dreu (crédité Gilles Dreux) sur des paroles de José Giovanni.
- Format : couleur
- Genre : policier
- Durée : 112 minutes
- Langue : Français
- Dates de sortie :
  -  France : 19 mai 1971
  -  Italie :	27 mai 1971
  -  Espagne : 31 août 1972

## Distribution
- Jean-Claude Bouillon : Marty
- Nicoletta : Rose
- Jean Gaven : Dietrich
- Paola Pitagora : Lucile
- Alain Mottet : Nilesse
- Maurice Garrel : Mendel
- Rufus : Tom Mills
- Paul Beauvais : Palmer
- Serge Davri : le Balafré
- Jean de Coninck : Leggett
- Philippe Brizard : un gardien de prison
- Gabriel Briand : le cascadeur
- Ottavia Piccolo : Tina
- Giancarlo Giannini : Weber
- Adolfo Geri : Volterra
- Aldo de Carellis : le veilleur de nuit
- Bernabé Barta Barri : Berck
- Lorenzo Robledo : François
- José Maria Caffarel : le réceptionniste